# Francisco Meixedo
Francisco Meira Meixedo (Porto, 19 de maio de 2001) é um futebolista profissional português que atua como guarda-redes. Atualmente joga no FC Porto.

## Carreira
Natural do Porto, Meixedo passou toda a sua carreira juvenil na formação do FC Porto.
A 18 de agosto de 2019, fez a sua estreia profissional pelo Porto B, num empate caseiro por 1–1 contra o Varzim, na Segunda Liga; substituiu Rodrigo Valente aos 69 minutos de jogo, após a expulsão de Ricardo Silva.
A 26 de julho de 2019, foi convocado pela equipa principal, permanecendo no banco, enquanto o Porto (já campeão da Primeira Liga) era derrotado por 2–1 pelo Braga, na última jornada da época, com Diogo Costa entre os postes.
A 15 de abril de 2021, Meixedo renovou contrato com o Porto até 2023. Na época 2021–22, recebeu medalha de campeão, substituindo o 3º guarda-redes Cláudio Ramos no último minuto de uma vitória caseira por 2–0 sobre o Estoril Praia, a 14 de maio.

## Títulos
Porto (formação)
- Youth League: 2018–19[6]

Porto
- Primeira Liga: 2021–22[5]